# Synagoge (Alsheim)
Die Synagoge in Alsheim wurde 1842/43, etwas zurückgesetzt, auf dem Grundstück Mittelgasse 14/16 errichtet. Zu einem nicht bekannten Zeitpunkt wurde die Synagoge verkauft. 1970 erfolgte ein Komplettumbau zu einem noch heute genutzten Wohnhaus.

## Synagoge
Bereits seit 1743 bestand in der Gemeinde ein Betsaal, der in einem Privathaus untergebracht war. 1842/43 wurde, etwas zurückgesetzt, auf dem Grundstück Mittelgasse 14/16 die Synagoge errichtet. Das Gotteshaus verfügte über 70 Sitzplätze. Daneben stand die jüdische Schule sowie ein Gebäude mit der Wohnung des Lehrers. Ab 1859 verfügte die Synagoge über eine Orgel, die 1877 durch eine gestiftete neue Orgel ersetzt wurde. Der Umstand, dass es keine Berichte darüber gibt, dass die Synagoge bei den Novemberpogromen 1938 Ziel von Angriffen wurde, lässt den Schluss zu, dass das Gebäude bereits zu diesem Zeitpunkt nicht mehr in dieser Funktion genutzt wurde und sich auch nicht mehr im Besitz der jüdischen Gemeinde befand. 1970 erfolgte ein Komplettumbau zu einem noch heute genutzten Wohnhaus.

## Jüdische Gemeinde Alsheim
Die Anfänge der jüdischen Gemeinde gehen in das 16. Jahrhundert zurück. Sie bestand von 1750 bis in die 1930er Jahre. Die Gemeinde verfügte über eine Mikwe und eine Religionsschule (ab 1873 jüdische Volksschule). Es war ein eigener Religionslehrer angestellt, der auch die Aufgaben des Vorbeters und Schochet innehatte. Die Toten wurden auf dem jüdischen Friedhof in Alsheim beigesetzt.